# Chiesa di San Romano Martire (San Romano in Garfagnana)
La chiesa di San Romano Martire si trova in via della Chiesa 22 a San Romano in Garfagnana. Il culto di San Romano si diffuse in Lucchesia e Garfagnana, quando nel XIII sec. arrivarono a Lucca le sue reliquie.

## Storia
D'origine romanica, assume fra XV e XVI la tipica struttura ad oratorio, con tetto a capanna e campanile lungo il fianco sinistro, ma la struttura attuale rivela un ampliamento del Settecento che porta alla demolizione del vecchio campanile e al rimodellamento con stucchi e finti marmi dell'interno.

## Descrizione
La facciata attuale è tripartita con doppio ordine di paraste separate da una trabeazione spezzata nella parte centrale. 
L'interno è ad aula unica voltata a botte con unghie in corrispondenza delle finestre. La decorazione è molto vivace e di gusto tardo barocco: caratterizzano le pareti quattro paraste che sorreggono una trabeazione aggettante dipinta a finto marmo, che sostiene la volta a botte affrescata. 
Il presbiterio mostra un interessante complesso decorativo tardo barocco. L'altare maggiore di gusto romano è ornato da elementi lignei dorati ed include un monumentale tabernacolo intagliato, dorato e comprendente due nicchie con statuette. Dietro un grandioso organo è sormontato da una statua lignea di San Romano martire, l'elemento più antico, probabilmente della prima metà del XVII secolo: l'iconografia del santo è caratterizzata dall'abbigliamento del legionario romano e in mano la palma del martirio. In due nicchie ai lati dell'altare sono collocate due statue in legno dipinto a finto marmo rappresentanti Santa Cristina e Santa Margherita. La datazione di questa 'macchina' presbiteriale non è documentata, ma la data 1747 riportata sulla fiancata destra, potrebbe alludere alla conclusione dei lavori. Anche gli architetti e gli artefici che progettarono e realizzarono le varie parti non sono noti anche se si può ipotizzare l'intervento dell'architetto lucchese Francesco Pini, attivo in diversi cantieri tra gli anni trenta e sessanta del Settecento.